# Michal Čupr
Michal Čupr, född den 23 december 1991 i Ústí nad Labem, är en tjeckisk fäktare.

## Karriär
Michal Čupr tog vid olympiska sommarspelen 2024 i Paris brons i värja med det tjeckiska laget.